# 志和池豊馬
志和池 豊馬（しわち とうま、1999年8月6日 - ）は、トップウェストA大阪府警察ラグビー部に所属するラグビー選手。

## プロフィール
- 宮崎県出身[1]。
- ポジションはスタンドオフ(SO)、ウィング(WTB)、センター(CTB)。
- 身長 176cm、体重 76kg
- 7人制日本代表に選ばれたことがある[2]。

## 略歴
2018年、日向高校卒業後、帝京大学に入る。
2022年、帝京大学卒業後、大阪府警察に加入。